# 新西兰联合国青年
新西兰联合国青年（原新西兰联合国青年协会或 UNYANZ）是一个非政府组织和注册慈善机构。 其工作人员均为25岁或、以下、或全日制大专学生。 它是新西兰最大的青年对青年组织。每年有超过 3,000 名新西兰年轻人参加联合国青年活动。 
新西兰联合国青年对于其使命的描述是：“激发年轻人在成为全球公民的潜能”。新西兰联合国青年已经将这一计划付出实践。通过为大学生和中学生组织国际、国内有教育意义的旅行和活动，新西兰联合国每年能让超过3000新西兰人获得关于如何成为全球公民的知识和渠道。
联合国青年是新西兰联合国协会（UNANZ）的青年机构，也是联合国协会世界联合会（WFUNA）的成员。既可以视为新西兰联合国青年是联合国一部分。

## 活动

### 国际旅游
联合国青年组织国家执行官任命大学生志愿者为主任，负责组织和运营五次国际旅行。代表团经常访问联合国各部门、大使馆、大学、非政府组织、企业和其他组织。
联合国青年组织为中学生举办了三场旅游活动。
1. 全球发展之旅：此行程环游欧洲和纽约。重点是了解可持续发展目标。
2. 太平洋领导之旅：此行程前往澳大利亚和萨摩亚或瓦努阿图。
3. Evatt 比赛：本次巡演前往澳大利亚，代表团参加联合国青年澳大利亚组织的Evatt 比赛。
4. 国家会议之旅：此行程前往澳大利亚的制定首付城市，参加为期一周的由澳大利亚联合国青年组织的国家会议。然而，最近几年应为疫情导致此行程暂时中断。根据澳大利亚联合国青年的内部消息：新西兰联合国青年和澳大利啊联合国青年的合作关系暂时不太稳固。

联合国青年组织为大学生举办了两次旅行团。
1. 北美领导力之旅：此行程环游美国和墨西哥。
2. 全球化巡演：此巡演前往中国及东南亚各地。

### 全国会议（新西兰）
联合国青年组织国家执行委员会任命大学生志愿者为国家委员会成员，组织和举办三项国家活动。活动通常包括教育委员会会议、参与研讨会和社交活动。
联合国青年组织的三项全国性活动是针对中学生的。每场全国性活动都会吸引 150 至 300 名学生。
1. 新西兰青年宣言[4] ：这项为期四天的活动于四月在奥克兰举行。参与者被安排在政策焦点小组中。参与者将了解现有政策。然后向新西兰政府、地方议会机构和部委等决策者提出建议。所有建议均汇编成一份名为“声明”的文件。
2. 新西兰模拟联合国：为期四天的活动于 7 月在惠灵顿维多利亚大学举行。参加者是代表联合国指定成员国的代表。代表们将讨论核裁军、气候变化和城市化等紧迫的全球问题。当然具体问题有当前的负责人决定。
3. 新西兰模范议会：这项为期三天的活动于 9 月在坎特伯雷大学举行。参加者是代表新西兰议会某一党派的议员。与会者将就紧迫的国内问题辩论模拟法案。

### 地区性活动
新西兰联合国青年组织区域委员会会任命大学生志愿者为区域委员会成员，负责组织和举办各种区域活动。
此外，地区委员会与当地高中的大使学生合作宣传联合国青年（新西兰）。

## 组织结构
新西兰联合国青年有一个董事会、一个国家执行机构来领导该组织。此外，他们还有一个由国家执行成员、国家会议协调员和地区委员会主席组成的扩展领导小组。

### 董事会
董事会是此组织内的最高权力机构和决策机构。他们的主要义务是确保组织制定可持续的长期战略来实现其使命。其中包括有效的监控财务绩效、执行风险评估和审查组织政策。
董事会由部分普通董事、部分独立董事、全国主席和志愿者代表组成。董事会的行政职责由董事会秘书履行。董事会实际上至少每六周召开一次会议。此外，他们还有一个任命委员会；财务、风险和审计委员会；政策、影响和文化委员会，定期举行会议。

### 全国执行官
国家执行官管理日常职能并监督该组织的所有运作。他们的主要职责是确保组织有效运作，并对董事会负责。这包括监督三个国家委员会和四个地区委员会。
国家执行官包括国家主席、国家通讯官、国家教育官、国家财务官、国家信息官、国家毛利人和太平洋岛民官员（原著名问题和解官）、国家行动官员、国家人民官员和国家关系官员。国家执行委员会几乎每月召开三次会议。此外，他们还有一个任命委员会；预算委员会；政策委员会，毛利人和太平洋岛民咨询委员会；和福利委员会，定期举行会议。

### 区域委员会
联合国青年团设有四个区域委员会，负责监督奥克兰、 坎特伯雷、 奥塔哥 和惠灵顿 等地区。他们的主要职责是在更广泛的地区举办区域活动，并对董事会负责。
每个区域委员会均由区域主席领导。联合国青年奥克兰分会现任区域主席是 。现任联合国青年惠灵顿地区主席是查理·马奇威  。

## 相关页面
- 联合国青年澳大利亚
- 联合国协会
- 模拟联合国